# 임지민
임지민(한자:林智敏. 2001년 5월 22일 ~ )는 대한민국의 가수이자 대한민국의 보이 그룹 저스트비의 리더를 맡고 있다. 2018년 《더 팬》에 참가해 TOP3까지 올랐다. 2019년 5월 첫 번째 싱글 앨범 《MINI》를 발매하며 데뷔했다. 페이브엔터테인먼트가 2019년 4월 플랜에이엔터테인먼트와 합병해서 플레이엠엔터테인먼트 소속으로 바뀌었다. 플레이엠보이즈 멤버들과 블루닷 엔터테인먼트로 이적하며 저스트비로 데뷔했다.

## 학력
- 서울공연예술고등학교 (졸업)
- 글로벌사이버대학교 방송연예과 (재학)

## 음반

### 싱글 앨범
| 번호 | 음반 정보                            | 트랙 리스트                                                                          |
| ---- | ------------------------------------ | ------------------------------------------------------------------------------------ |
| 1    | 《MINI》 - 발매일: 2019년 5월 12일   | 1. 놀리지마 Loveholic 2. HANDS UP! 3. 예쁘다 Starlight 4. 놀리지마 Loveholic (INST.) |
| 2    | 《Youth》 - 발매일: 2019년 12월 11일 | 1. Sold Out 2. 후유증 (WHO, YOU?) 3. 곁에 있어줘 4. 후유증 (WHO, YOU?) (INST.)       |

## 출연 작품

### 뮤직비디오
- 2019년 임지민 - 《놀리지마》[4]

### 방송
- 2018년～2019년 SBS 《더 팬》 - TOP3
- 2019년 SBS 《인기가요》 - 스페셜 MC

## 콘서트
- 2019년 더 팬 TOP5 콘서트